# Декен, Агье
Агье (Агата) Декен (нидерл. Aagje Deken; 1741, Амстелвен — 14 ноября 1804, Гаага) — нидерландская писательница.
В 1745 году потеряла обоих родителей и до 1767 года жила в сиротском приюте в Амстердаме. Покинув его, была горничной в нескольких семьях, затем попыталась начать торговать кофе и чаем. В 1769 году присоединилась к баптистской общине Амстердама. В 29-летнем возрасте работала няней в доме своей подруги Марии Босх, которая умерла в 1777 году и в соавторстве с которой она написала свои первые произведения. В 1776 году познакомилась в Элизабет Вольф-Беккер, спустя год, когда умер муж Беккер, они стали жить вместе и совместно писали литературные произведения; уже в сентябре 1777 года вышла их первая совместная книга, «Brieven». В 1781 году Декен унаследовала 13000 гульденов, что позволило ей и Беккер купить особняк в Бевервейке. В 1789 году они переехали в связи с политической ситуацией из Нидерландов в Бургундию, но в 1797 году из-за финансовых трудностей возвратились на родину, до конца жизни осев в Гааге. Декер скончалась через девять дней после смерти Беккер.
К числу наиболее известных совместных произведений Декен и Беккер относятся «Sara Burgerhart», «Historie van den heer Willem Leevend», «Wandelingen door Bourgogn» (1789). Писала также религиозные песни. Высокубю оценку получили её «Liederen voor den boerenstand» (1804) и «Iets voor ouderen en kinderen» (1805).
В её честь назван кратер Декен на Венере.